# Kaltenbach (Familienname)
Kaltenbach ist ein deutscher Familienname.

## Herkunft und Bedeutung
Kaltenbach ist entweder ein Herkunfts- oder Wohnstättenname. Als Herkunftsname erfolgte die Benennung nach dem Siedlungsnamen Kaltenbach (häufig in ganz Deutschland und Österreich, historisch in Ostpreußen und Tschechien), als Wohnstättenname geht er auf den Gewässernamen Kaltenbach zurück (häufig in ganz Deutschland, vor allem Baden-Württemberg und Bayern).

## Varianten
- Kaltenbacher, Kaltenböck

## Namensträger
- Andreas Kaltenbach (1828–1913), deutscher 1848er Revolutionär und amerikanischer Hotelier
- Benny Kaltenbach (* 1987), deutscher Comedian
- Christine Kaltenbach (* 1982), deutsche Fußballspielerin
- Dieter Kaltenbach (1923–1996), deutscher Unternehmer des Maschinenbaus in Lörrach
- Ernst Kaltenbach (1889–1965), Schweizer Fußballspieler
- Fred Kaltenbach (1895–1945), US-amerikanischer Radiopropagandist des Großdeutschen Rundfunks
- Johann Heinrich Kaltenbach (1807–1876), deutscher Botaniker und Entomologe
- Julius Kaltenbach (1858–1931), deutscher Maschinenbauer und Unternehmensgründer
- Karl Kaltenbach (1882–1950), deutscher Leichtathlet
- Marianne Kaltenbach (1921–2005), Schweizer Spitzenköchin
- Martin Kaltenbach (* 1928), deutscher Kardiologe, Erfinder der Kletterstufe
- Matthias Kaltenbach (* 1985), deutscher Fußballtrainer
- Rudolf Kaltenbach (1842–1892), deutscher Gynäkologe
- Rudolf J. Kaltenbach (* 1956), deutscher Bildhauer
- Wilhelm Kaltenbach (1908–1988), deutscher Heimatforscher, Autor und Küster